# Kudrynki
Kudrynki – przysiółek, część wsi Rudawka położony w Polsce,  w województwie podlaskim, w powiecie augustowskim, w gminie Płaska. Leży na obszarze Puszczy Augustowskiej nad Kanałem Augustowskim (śluza Kudrynki). 
Osada jest częścią składową sołectwa Rudawka.
W latach 1975–1998 miejscowość należała administracyjnie do województwa suwalskiego.